# Исмайли, Гента
Гентиана «Гента» Исмайли (алб. Gentiana «Genta» Ismajli; род. 4 декабря 1984, Гнилане, САК Косово) — косовско-албанская певица, автор песен и актриса.

## Карьера
Гентиана Исмайли родилась в Гнилане в албанской семье, которая переехала туда незадолго до её появления на свет. Через несколько месяцев после её рождения родители решили переехать в Чикаго (штат Иллинойс, США), где Гентиана и выросла. В возрасте 19 лет она вернулась на свою родину в Косово и выпустила там сингл «Dridhem». Эта песня стала хитом, который дал успешный старт музыкальной карьере Исмайли. Позднее она переехала на постоянное жительство в Косово и участвовала в нескольких музыкальных конкурсах, как в Албании, так и в Косово. Она победила на «Kënga Magjike» в 2005 году с песней «S’dua tjetër», написанной Адрианом Хилой, албанским композитором, получив 292 балла. Исмайли продолжала свою музыкальную карьеру в Албании и Косово ещё в течение трёх лет. У неё был там большой успех, затем она вернулась в США, чтобы провести некоторое время со своими родителями, а затем вновь отправилась в Албанию с новыми проектами в голове.
Гента Исмайли исполняет преимущественно коммерческие поп-песни, похожие на другие балканские поп-песни. Сладострастные сценические движения с вызывающей одеждой являются частью её образа. Исмайли известна своими энергичными танцевальными выступлениями, а также запоминающимися поп и хип-хоп ритмами. Она участвовала в первом выпуске албанской версии программы «Танцы со звёздами», где заняла второе место в общем зачёте.
Она также начала петь на английском языке, записывая песни, которые были выпущены в её альбоме 2008 года, её первом полностью английском альбоме. Многие из этих песен просочились в интернет ещё до выхода альбома. Большинство песен в альбоме были написаны американским композитором Карой Диогуарди. В своих интервью Исмайли говорила, что хочет стать известной певицей, и что в США работает с известными композиторами и авторами песен.
В 2011 году Гента Исмайли выпустила наполовину английский, наполовину албанский альбом под названием «Guximi». Её английские песни включали в себя: «One Shot», «Accident», «Something To Remember Me By», «Idolize Me», «Drunk», «Choose», а также её дебютный англоязычный сингл «Planet Me», написанный и спродюсированный Карой Диогуарди.

## Дискография

### Альбомы
- Mos më Shiko (2004)
- Më e Fortë Jam Unë (2005)
- Posesiv (2006)
- Zero Zero (2008)
- Guximi (2011)
- Guximi (Bonus Tracks Version) (2011)

### Сборники
- Dekada (2014)

## Награды и номинации
Kenga Magjike
| Год  | Номинируемая работа | Категория          | Результат |
| ---- | ------------------- | ------------------ | --------- |
| 2005 | „Nuk Dua Tjeter“    | Первый приз        | Победа    |
| 2005 | „Nuk Dua Tjeter“    | Интернет-приз      | Победа    |
| 2014 | „Maje“              | Лучший исполнитель | Победа    |

Kult Awards
| Год  | Номинируемая работа | Категория          | Результат |
| ---- | ------------------- | ------------------ | --------- |
| 2009 | „Zero Zero“         | Лучший альбом года | Номинация |

Netet e Klipit Shqiptar
| Год  | Номинируемая работа | Категория                  | Результат |
| ---- | ------------------- | -------------------------- | --------- |
| 2006 | „Pse të dua ty“     | Лучшее видео / Первый приз | Победа    |

Poli Fest
| Год  | Номинируемая работа | Категория     | Результат |
| ---- | ------------------- | ------------- | --------- |
| 2006 | „Me hare“           | Интернет-приз | Победа    |
| 2006 | „Me hare“           | Приз зрителей | Победа    |
| 2006 | „Me hare“           | Второй приз   | Победа    |

Video Fest Awards
| Год  | Номинируемая работа             | Категория              | Результат |
| ---- | ------------------------------- | ---------------------- | --------- |
| 2005 | „Pranoje“                       | Лучшая исполнительница | Номинация |
| 2005 | „Pranoje“                       | Лучшее поп-видео       | Номинация |
| 2006 | „Luj me mu“                     | Лучшее поп-видео       | Победа    |
| 2006 | „Luj me mu“                     | Best Production        | Номинация |
| 2006 | „Pse te du“                     | Лучшая исполнительница | Номинация |
| 2006 | „Pse te du“                     | Лучшая камера          | Номинация |
| 2006 | „Pse te du“                     | Лучший директор        | Номинация |
| 2007 | „Posesiv“                       | Лучшая исполнительница | Номинация |
| 2008 | „Sa llaqe“                      | Лучшее поп-фолк-видео  | Победа    |
| 2010 | „Si panter I zi“                | Лучшее выступление     | Номинация |
| 2012 | „Guximi (ft.Dalool)“            | Лучший танец           | Номинация |
| 2012 | „Guximi (ft.Dalool)“            | RTV 21 PLUS Prize      | Победа    |
| 2013 | „Ole Ole(ft.Dj Blunt & Real 1)“ | Лучший танец           | Номинация |
| 2014 | „Anuloje“                       | Лучшее поп-фолк-видео  | Номинация |

Zhurma Show Awards
| Год  | Номинируемая работа               | Категория                  | Результат |
| ---- | --------------------------------- | -------------------------- | --------- |
| 2008 | „Një Herë Në Vit“                 | Лучшее поп- и рок-видео    | Победа    |
| 2008 | „Një Herë Në Vit“                 | Топ-10 Vip                 | Победа    |
| 2009 | „Si Panter I Zi“                  | Лучшее поп-видео           | Победа    |
| 2010 | „Shkune Tune“                     | Лучшее видео / Первый приз | Победа    |
| 2010 | „Shkune Tune“                     | Лучший поп-исполнитель     | Победа    |
| 2011 | »«Guximi (ft.Dalool)»             | Лучший танец               | Победа    |
| 2011 | »«Guximi (ft.Dalool)»             | Лучший альбом              | Номинация |
| 2011 | »«Guximi (ft.Dalool)»             | Лучшая песня               | Номинация |
| 2012 | «Ole Ole (ft. DJ Blunt & Real 1)» | Лучшее видео / Первый приз | Номинация |
| 2012 | «Ole Ole (ft. DJ Blunt & Real 1)» | Лучшая песня               | Номинация |
| 2013 | «Si ty nuk ka»                    | Лучший поп-исполнитель     | Номинация |
| 2013 | «Si ty nuk ka»                    | Лучшее видео / Первый приз | Номинация |
| 2014 | «Anuloje»                         | Лучшая исполнительница     | Номинация |
| 2014 | «Anuloje»                         | Лучший поп-исполнитель     | Номинация |
| 2016 | «Shake it (ft.Etnon)»             | Лучшая коллаборация        | Победа    |
| 2016 | «Shake it (ft.Etnon)»             | Лучшая песня               | Номинация |